# Ammobates minor
Ammobates minor là một loài Hymenoptera trong họ Apidae. Loài này được Pérez mô tả khoa học năm 1902.